# IC 4126
IC 4126 је појединачна звијезда у сазвјежђу Береникина коса која се налази на листи објеката дубоког неба у Индекс каталогу.
Деклинација објекта је + 19° 19' 24" а ректасцензија 13h 3m 36,4s.